# 전공
전공(academic major)은 학부생이 공식적으로 헌신하는 학문 분야이다. 전공에 필요한 모든 교과목을 성공적으로 이수한 학생은 학사학위를 취득할 수 있다. 전공(특히 사립 대학에서는 concentration이라고도 함)이라는 단어는 때때로 행정적으로 석사 또는 박사 과정에서 대학원생이 추구하는 학문 분야를 지칭하는 데 사용되기도 한다.
학문적 전공에는 일반적으로 선택한 분야의 필수 과정과 선택 과정을 함께 이수하는 것이 포함된다. 학생이 과목을 선택할 수 있는 위도는 프로그램마다 다르다. 학술 전공은 학과의 엄선된 교수진에 의해 관리된다. 둘 이상의 학과에서 관리하는 전공을 학제간 전공이라고 한다. 일부 환경에서는 교수진의 승인을 받아 학생들이 자신의 전공을 설계하는 것이 허용될 수도 있다.
미국에서는 일반적으로 학생들이 학부생으로 처음 등록할 때 전공 분야를 선택할 필요가 없다. 또한 대부분의 대학에서는 모든 학생이 교양과목의 일반 핵심 교과과정을 이수하도록 요구한다. 일반적으로 학생들은 늦어도 2학년 말까지 전공을 선택해야 하며, 일부 학교에서는 이 때까지 전공 선택을 허용하지 않는 경우도 있다. 두 개의 전공을 선언한 학생을 복수전공이라고 한다. 통합 전공은 기본 전공을 보완하기 위해 고안된 보조 전공이다. 통합 전공을 완료하려면 더 적은 학점이 필요하다. 많은 대학에서는 또한 학생들이 상당한 수의 수업을 듣는 2차 학문인 부전공 분야를 선언하도록 허용하지만 전공을 이수하는 데 필요한 만큼의 수업을 수강하지는 않는다.

## 같이 보기
- 아카데미
- 교육과정
- 복수 전공
- 3차 교육